# Cameron Porter
Cameron Bernard Porter (geboren am 23. Mai 1993 in Centerville, Vereinigte Staaten) ist ein US-amerikanischer Fußballspieler, der als Stürmer eingesetzt wird. Er steht derzeit bei Sporting Kansas City unter Vertrag.

## Werdegang

### Jugend
Während seiner Schulzeit an der Miami Valley School spielte Porter für das Auswahlteam der Schule, für das er 98 Tore erzielte. Er wurde für diverse Auswahlmannschaften nominiert.
Anschließend besuchte Porter die Princeton University, wo er ebenfalls für die Auswahlmannschaft der Universität nominiert wurde. Insgesamt spielte er vier Saisons, in denen er 31 Tore und 13 Torvorlagen erzielte. Im Jahr 2014 wurde Porter zum ECAC Offensive Player of the Year ernannt.

### Vereinskarriere
Im MLS SuperDraft wurde Porter vom kanadischen Franchise Montreal Impact ausgewählt und am 7. Februar verpflichtet. Sein erstes Pflichtspiel absolvierte Porter am 24. Februar 2015 im Spiel von Montreal gegen CF Pachuca in der CONCACAF Champions League. Am 3. März 2015 stand er erneut im Spiel gegen Pachuca auf dem Platz und erzielte in der 93. Minute sein erstes Tor für das Franchise.
Im Spiel am 21. März gegen New England Revolution stand Porter in der Startaufstellung, verletzte sich in der 20. Spielminute jedoch am Knie und musste ausgewechselt werden. Nach einer Operation am Vorderen Kreuzband fiel Porter für den Rest der Saison 2015 aus.
Am 12. Juli 2016 wurde er im Austausch gegen Amadou Dia nach Sporting Kansas City abgegeben.